# Sainte-Anastasie (Cantal)
Pour les articles homonymes, voir Sainte-Anastasie.
Sainte-Anastasie est une commune française, située dans le département du Cantal en région Auvergne-Rhône-Alpes. Du 1er décembre 2016 au 31 décembre 2024, elle est une commune déléguée au sein de la commune nouvelle de Neussargues en Pinatelle. Elle redevient une commune de plein exercice le 1er janvier 2025.

## Géographie
« Une miniature d'église de style roman, au-dessus de laquelle se dresse un gracieux clocher à peigne, décore délicieusement le petit bourg de Sainte-Anastasie.
Bâti en étagère au pied et sur le flanc de la côte rocheuse, le petit village reçoit tout le jour les doux rayons du soleil. Et quelles variétés dans ce paysage où prairies, champs, jardins, bois, rochers et cascades se mêlent dans un beau désordre champêtre. 
L'Allanche aux limpides eaux, charmée de ralentir sa course dans un si beau coin d'Auvergne, partage çà et là ses ondes et enlace complaisamment des parcelles de verdure, ce sont les îles de Sainte-Anastasie. 
Si la côte présente trop souvent la nudité de la roche basaltique, voici que la flore, par une délicate attention, tapisse de ses fraîches couleurs les régions les plus arides. À certaine époque, le long de la route d'Allanche, des fleurs vives comme des flammes enlacent les rochers eux-mêmes.
Assise en face de Sainte-Anastasie, au-delà du clair et frais ruisseau, une élégante petite gare est l'ornement et la vie de la bourgade qu'elle dessert. Le sifflet des puissantes locomotives alterne souvent avec le doux chant des oiseaux ou les vibrations des cloches. 
Là-bas, au détour pittoresque de la vallée, au-delà d'un petit bois en face du Bosquet, se dresse, surplombant le ruisseau, la roche du Cuze. À son sommet, jadis s'élevait le château de la Tour de Chastel-Moissac, sur son emplacement, où vont nicher les aigles d'Auvergne, on peut voir encore les assises de cette antique construction que les hommes et le temps ont renversée. 
Sur la côte, en face, au levant, une autre masse basaltique émerge des flancs de la côte et prête son appui aux terres fertiles où sont assis de beaux villages. Comme ils resplendissent au soleil du printemps et de l'été ! Comme ils sont fiers de leur nom et de leurs anciennes familles, de leurs maisons aux toitures bleues et de leurs abondantes moissons ! Nous avons nommé Chanzac, Le Lac, Le Baladour, Serrusse, … »

Texte extrait du  Journal Paroissial de 1913

## Histoire
Elle fusionne le 1er décembre 2016 avec les communes de Celles, Chalinargues, Chavagnac et Neussargues-Moissac pour constituer la commune nouvelle de Neussargues en Pinatelle,.
À la suite de la demande de quatre des cinq anciennes communes constitutives de Neussargues en Pinatelle sauf Sainte-Anastasie, elle redevient une commune de plein exercice le 1er janvier 2025,.

## Politique et administration
| Période         | Période         | Identité                      | Étiquette | Qualité            |
| --------------- | --------------- | ----------------------------- | --------- | ------------------ |
| 1800            | 1813            | ? Glaize                      |           |                    |
| 1813            | vers 1814       | ? Delorme                     |           |                    |
| 1821            | 1843            | Louis Boyer                   |           |                    |
| 1843            | 1866            | Jean Boyer                    |           |                    |
| 1866            | 1870            | Joseph Jarry                  |           |                    |
| 1870            | 1884            | Pierre Sarrazin               |           |                    |
| 1884            | 1885            | Guillaume Chauveroche         |           |                    |
| 1885            | 1900            | Jean Albaret                  |           | Meunier            |
| 1900            | 1904            | Pierre Chauveroche            |           |                    |
| 1904            | 1922            | Pierre Glaize                 |           |                    |
| 1922            | 1929            | Jean Delorme                  |           |                    |
| 1929            | 1931            | Eugène Cornet                 |           |                    |
| 1931            | 1931            | Louis Farradèche              |           |                    |
| 1932            | 1941            | Jules Solignac                |           |                    |
| 1941            | 1944            | Pierre Confoland              |           |                    |
| 1944            | vers 1960       | Fernand Caillon               |           | Marchand de toiles |
| vers 1960       | ?               | Céline Delort                 |           |                    |
| ?               | ?               | Roger Albaret                 |           |                    |
| avant juin 1971 | après juin 1971 | René Loussert                 |           |                    |
| mars 1977       | juin 1995       | Elie Delorme                  |           |                    |
| mars 2001       | mars 2008       | Pierre Cuzol                  |           |                    |
| mars 2008       | décembre 2016   | Denis Tourvieille de Labrouhe | DVG       | Ingénieur INRA     |

| Période       | Période       | Identité            | Étiquette | Qualité       |
| ------------- | ------------- | ------------------- | --------- | ------------- |
| décembre 2016 | mai 2020      | Denis Tourvieille   | DVG       | Fonctionnaire |
| mai 2020      | décembre 2024 | Fabienne Farradèche |           |               |

| Période                                  | Période  | Identité            | Étiquette | Qualité |
| ---------------------------------------- | -------- | ------------------- | --------- | ------- |
| Les données manquantes sont à compléter. |          |                     |           |         |
| janvier 2025                             | En cours | Fabienne Farradèche |           |         |

## Population et société

### Démographie
L'évolution du nombre d'habitants est connue à travers les recensements de la population effectués dans la commune depuis 1793. Pour les communes de moins de 10 000 habitants, une enquête de recensement portant sur toute la population est réalisée tous les cinq ans, les populations de référence des années intermédiaires étant quant à elles estimées par interpolation ou extrapolation. Pour la commune, le premier recensement exhaustif entrant dans le cadre du nouveau dispositif a été réalisé en 2004.

En 2022, la commune comptait 124 habitants, en évolution de −14,48 % par rapport à 2016 (Cantal : −1,08 %, France hors Mayotte : +2,11 %).
| 1793  | 1800 | 1806 | 1821 | 1831 | 1836 | 1841 | 1846 | 1851 |
| ----- | ---- | ---- | ---- | ---- | ---- | ---- | ---- | ---- |
| 1 019 | 674  | 822  | 774  | 773  | 834  | 842  | 833  | 793  |

| 1856 | 1861 | 1866 | 1872 | 1876 | 1881 | 1886 | 1891 | 1896 |
| ---- | ---- | ---- | ---- | ---- | ---- | ---- | ---- | ---- |
| 733  | 707  | 660  | 618  | 646  | 621  | 627  | 589  | 559  |

| 1901 | 1906 | 1911 | 1921 | 1926 | 1931 | 1936 | 1946 | 1954 |
| ---- | ---- | ---- | ---- | ---- | ---- | ---- | ---- | ---- |
| 538  | 604  | 561  | 506  | 461  | 480  | 436  | 380  | 338  |

| 1962 | 1968 | 1975 | 1982 | 1990 | 1999 | 2004 | 2006 | 2009 |
| ---- | ---- | ---- | ---- | ---- | ---- | ---- | ---- | ---- |
| 304  | 261  | 236  | 207  | 189  | 167  | 163  | 162  | 143  |

| 2014 | 2019 | 2022 | - | - | - | - | - | - |
| ---- | ---- | ---- | - | - | - | - | - | - |
| 143  | 148  | 124  | - | - | - | - | - | - |

## Culture locale et patrimoine

### Lieux et monuments
- Église Sainte-Anastasie[12].
- Gare de Sainte-Anastasie (sur l'ancienne ligne de Bort-les-Orgues à Neussargues).

### Héraldique
| Armes de Sainte-Anastasie (Cantal) | Les armes de la commune de Sainte-Anastasie (Cantal) se blasonnent ainsi : D'or au gonfanon de gueules frangé de sinople, un écu d'azur à la bande d'or chargée de trois étoiles de sable accostée de deux croix latines d'or brochant sur le tout. |